# Unai Velasco Quintela
Unai Velasco Quintela   (Barcelona, 1986) és poeta, crític cultural, editor i traductor, guanyador del Premi Nacional de Poesia Jove Miguel Hernández de 2013 amb el llibre En este lugar (Esto no es Berlín, 2012). Ha publicat poemes i articles en mitjans com Quimera, Ex Libris, Paraíso, Quaderni Iberoamericani, Nayagua, Catálogos de Valverde, Punto de Partida, El Cultural o Qué Leer. Se'l va incloure a les antologies Tenían veinte años y estaban locos (La Bella Varsovia, 2011), Serial (El Gaviero, 2014) o Réquiem por Lolita (Fundación Málaga, 2014). Ha participat en festivals de poesia com el Perfopoetry de Múrcia, el Cosmopoética de Còrdova o el Perfopoesía de Sevilla. Ha traduït de l'anglès el poeta novaiorquès David Fishkind per a l'antologia de jove poesia nord-americana Vomit (El Gaviero, 2013) i diversos autors de còmic francobelga. És autor del blog de crítica cultural ifakedrogerrabbit.blogspot.com. El seu nou llibre de poesia es titula El silencio de las bestias (La Bella Varsovia, 2014).